# Ron Holland
Ronald Dewayne Holland II (Duncanville, 7 luglio 2005) è un cestista statunitense, professionista nella NBA con i Detroit Pistons.

## Carriera

### NBA G League
Considerato il migliore prospetto della pallacanestro nello stato del Texas e tra i migliori della nazione, era stato inizialmente reclutato dall'Università del Texas di Austin ma ha poi deciso di rinunciare alla sua carriera collegiale per giocare subito da professionista con la Ignite della NBA G League, la lega di sviluppo della NBA.
Dopo aver giocato nella Showcase Cup e nella prima parte della stagione regolare, il 31 gennaio 2024 ha subito un infortunio al pollice destro che lo ha tenuto fuori dal campo per le restanti partite.

### NBA
Holland è stato selezionato con la quinta scelta assoluta dai Detroit Pistons al draft NBA 2024.

### Nazionale
Con la nazionale statunitense ha vinto la medaglia d'oro al campionato americano Under-16 del 2021 e al campionato mondiale Under-17 del 2022.

## Statistiche

### NBA

#### Regular Season
| Anno      | Squadra         | PG | PT | MP   | TC%  | 3P%  | TL%  | RP  | AP  | PRP | SP  | PP  |
| --------- | --------------- | -- | -- | ---- | ---- | ---- | ---- | --- | --- | --- | --- | --- |
| 2024-2025 | Detroit Pistons | 81 | 2  | 15,6 | 47,4 | 23,8 | 75,4 | 2,7 | 1,0 | 0,6 | 0,2 | 6,4 |
| Carriera  | Carriera        | 81 | 2  | 15,6 | 47,4 | 23,8 | 75,4 | 2,7 | 1,0 | 0,6 | 0,2 | 6,4 |

#### Playoffs
| Anno     | Squadra         | PG | PT | MP  | TC% | 3P% | TL%  | RP  | AP  | PRP | SP  | PP  |
| -------- | --------------- | -- | -- | --- | --- | --- | ---- | --- | --- | --- | --- | --- |
| 2025     | Detroit Pistons | 5  | 0  | 6,8 | 0,0 | 0,0 | 90,0 | 1,2 | 0,0 | 0,0 | 0,2 | 1,8 |
| Carriera | Carriera        | 5  | 0  | 6,8 | 0,0 | 0,0 | 90,0 | 1,2 | 0,0 | 0,0 | 0,2 | 1,8 |

### NBA G League
| Anno      | Squadra         | PG | PT | MP   | TC%  | 3P%  | TL%  | RP  | AP  | PRP | SP  | PP   |
| --------- | --------------- | -- | -- | ---- | ---- | ---- | ---- | --- | --- | --- | --- | ---- |
| 2023-2024 | G League Ignite | 14 | 14 | 33,6 | 44,5 | 24,0 | 75,7 | 6,6 | 3,0 | 2,5 | 0,6 | 20,6 |
| Carriera  | Carriera        | 14 | 14 | 33,6 | 44,5 | 24,0 | 75,7 | 6,6 | 3,0 | 2,5 | 0,6 | 20,6 |